# Stari Breg
Stari Breg je naselje v občini Kočevje.